# هيموغلوبين جنيني

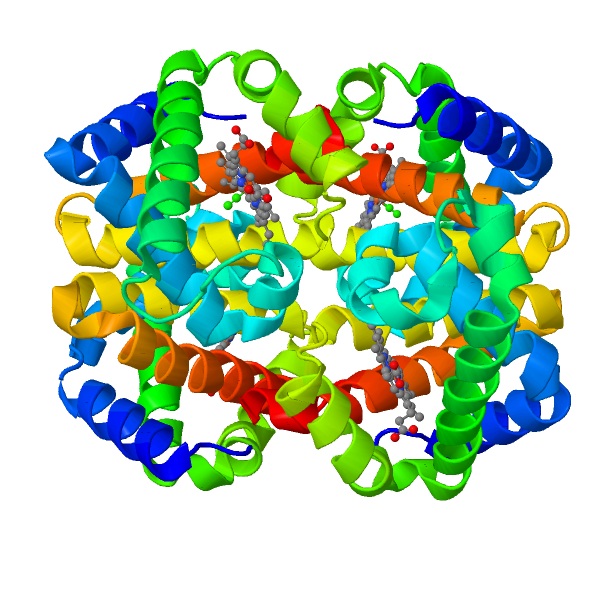
هيكل بروتين الهيموغلوبين الجنيني

الهيموغلوبين الجنيني هو بروتين نقل الأوكسجين الرئيسي في الجنين خلال الأشهر السبعة الأخيرة من نمو الجنين في الرحم وحتى في حديثي الولادة فالي حوالي 6 أشهر من العمر. ويختلف الهيموغلوبين الجنيني وظيفيا عن الهيموغلوبين عند البالغين في أنه قادر على أن يرتبط بالأكسجين بصلة أكبر من تلك التي لدي الكبار، بما يمكن الجنين النامي ان يحصل على الأوكسجين من مجري دم الأم بصورة أفضل.
يستبدل كليا الهيموغلوبين الجنيني في الأطفال حديثي الولادة بهيموغلوبين الكبار بحلول الأسبوع 12 تقريبا من الحياة بعد الولادة. في البالغين، يمكن إعادة إنتاج الهيموغلوبين الجنيني عن طريق التنشيط العقاقيري، وهو أمر مفيد في علاج أمراض مثل مرض الخلية المنجلية.

## نظرة عامة
يتم تسليم الدم المؤكسج إلى الجنين عن طريق الوريد السري من المشيمة، التي ترتكز على جدار رحم الام. بينما يتعاقب الدم من خلال الأم، يسلم الأوكسجين الي الأسرة الشعرية للتبادل الغازي، وفي الوقت الذي يصل فيه الدم الي أوعية المشيمة الشعرية، يقل تشبع من أكسجينه إلى حد كبير. من أجل استعادة ما يكفي من الأوكسجين للحفاظ على نفسه، يجب أن يكون الجنين قادرا على ربط الأوكسجين برابطة أكبر من رابطة من الأم.
تقارب الهيموغلوبين الجنيني مع الأكسجين نسبيا أكبر بكثير من هيموغلوبين الكبار. والجدير بالذكر، أن قيمة P50 عن قيمة الهيموغلوبين الجنيني، (مثال ضغط الأكسجين الجزئي في البروتين الذي فيه البروتين مشبع 50 ٪،، القيم المنخفضة تشير إلى تقارب أكبر) يبلغ حوالي 19 مم زئبقي، بينما هيموغلوبين الكبار يحتوي على قيمة ما يقرب من 26.8 مم زئبقي. ونتيجة لذلك، فإن ما يسمى«منحني تشبع الأكسجين»، الذي تجاوز تشبعه في المائة vs. pO2 يترك لينتقل الي اليموغلوبين الجنيني، بالمقارنة مع نفس المنحنى في هيموغلوبين الكبار.
يفسر هذا التقارب الأكبر مع الأكسجين تكامل الهيموغلوبين الجنيني مع 2,3 - بيسفوسفوجلايسريت (2.3 - BPG أو 2,3 - DPG) في خلايا الدم الحمراء للكبار، تنقص هذه المادم من صلة الهيموغلوبين مع الأوكسجين. وهي أيضا موجودة في خلايا الدم الحمراء للجنين، ولكنها لا تتفاعل مع الهيموغلوبين الجنيني، وتترك التقارب مع الأوكسجين دون تغيير. وفي الواقع لهيموغلوبين الكبار وحده تقارب أكبر مع الأكسجين عن هيموغلوبين الجنين، ولكن مستويات 2,3 - BPG تخفضه.
بالنسبة للأمهات لكي تسلم الأكسجين إلى الجنين، من الضروري للهيموغلوبين الجنيني أن يستخلص الأوكسجين من هيموغلوبين الام المؤكسج عبر المشيمة. وهذا يتطلب من الهيموغلوبين الجنيني أن يكون له تقارب أكبر مع الأوكسجين عن تقارب هيموغلوبين الام الناقلة. ويحقق الهيموغلوبين الجنيني ذلك الأمر من خلال الوحدة الثانوية γ (جاما)، بدلا من وحدة b (بيتا). للوحدات γ (بيتا) شحنات أقل ايجابية عن وحدات هيموغلوبين الكبار b (بيتا). وهذا يعني أن 2,3 - بيسفوسفوجلايسريت (2,3 - 2,3-BPG) التي هي كهربيا أقل ارتباطا مع الهيموغلوبين الجنيني بالمقارنة مع هيموغلوبين الكبار، بما يعني أن 2,3 - BPG هي أقل فعالية في خفض تقارب الأوكسجين عن الهيموغلوبين الجنيني. ويخفض ذلك من السماح بالتقارب مع هيموجلوبين البالغين (هيموغلوبين الأم) لنقل الأوكسجين بسهولة إلى الهيموغلوبين الجنيني.

## التوزيع
بعد ال 10-12 ألاسبوع الأولى من النمو، يتبدل الشكل الأساسي للهيموغلوبين الجنيني. يضم الهيموغلوبين الجنيني عند الولاد50-95 ٪ من هيموغلوبين الجنين. تنخفض هذه المستويات بعد ستة أشهر، وككبير، يتم تنشيط تأليف الهيموغلوبين، بينما يعطل تأليف الهيموغلوبين الجنيني. وبعد فترة وجيزة، هيموجلوبين الكبار (الهيموغلوبين A علي وجه الخصوص) يتولى منصب نموذج الهيموغلوبين السائد في الأطفال العاديين.
يمكن أن تفشل تشوهات وراثية معينة التحول إلى تأليف هيموغلوبين الكبار، مما يؤدي إلى حالة تعرف باسم استمرار وراثية الهيموغلوبين الجنيني (HPFH).

## هيكلية وعلم الوراثة
معظم أنواع الهيموغلوبين الطبيعي، بما في ذلك الهيموغلوبين A والهيموغلوبين A2 والهيموغلوبين Fهي رباعية التكوين وتتكون من أربع وحدات بروتين وأربعة مجموعات بديلية لحديد اليحمور. حيث أن هيموغلوبين الكبار يتألف من وحدتي (ألفا) ووحدتي (بيتا) فرعيتين، ويتألف الهيموغلوبين الجنيني وحدتي (ألفا) ووحدتي (جاما) فرعيتين، كما يشار إليها عادة : α2γ2. وبسبب وجودها في لهيموغلوبين الجنيني، تدعى وحيدات غاما عموما «وحيدات الهيموغلوبين الجنيني».
في البشر يحتوي كل كروموسوم 11 على نسختين متشابهتين من نفس الجين الذي يرمز الي وحيدات غاما، (γG) }(جليكاين كبقايا 136) وγA (ألانين كبقايا 136). (توجد وحدة بيتا أيضا على الكروموسوم 11)، وهو الجين الذي يرمز الي وحدة ألفا الفرعية التي تقع علي الكروموسوم 16 وتوجد أيضا مكررة.

## الاهمية السريرية

### علاج مرض الكريات المنجلية

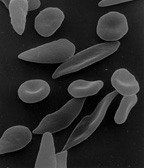
تستحدم زيادة إنتاج الجسم للهيموغلوبين الجنيني كإستراتيجية لعلاج مرض المنجلي.

عند انهاء تشغيل إنتاج الهيموغلوبين الجنيني بعد الولادة، يبدأ الأطفال العاديين في إنتاج هيموجلوبين البالغين (HbA). يبدأ الأطفال الذين يعانون من مرض الخلية المنجلية إنتاج نموذج معلول من الهيموغلوبين يسمى الهيموغلوبين S. وهذا التفاوت في مجاميع الهيموغلوبين، يشكل الخيوط التي تتسبب في تغيير شكل خلايا الدم الحمراء من شكل دائري الي شكل المنجل، والتي لديها قدرة أكبر علي التكدس كومة فوق بعضها البعض واغلاق الأوعية الدموية. وهذه تؤدي دائما إلى ما يسمي حوادث انسداد الحلقات المؤلمة التي هي السمة المميزة لهذا المرض.
إذا ظل الهيموغلوبين الجنيني هو النموذج السائد في الهيموغلوبين بعد الولادة، سيتنخفض عدد الحوادث المؤلمة في المرضي الذين يعانون من مرض الدم المنجلي. تعزز الهيدروكسي يوريا من إنتاج الهيموغلوبين الجنيني، ويمكن استخدامها لعلاج الأفراد الذين يعانون من مرض الخلية المنجلية. {3} {5} تبين أن العلاج المختلط مع الهيدروكسي يوريا وإرثروبويتين المؤتلف بدلا من العلاج مع هيدروكسي يوريا وحدها - أوضح المزيد من رفع مستويات الهيموغلوبين F وتعزيز نمو HbF التي تحتوي علي خلايا اف (7)

## الروابط الخارجية
- الاعتلال الخضابي
- النقل عبر المشيمة
- رابطة فقر الدم المنجلي الأمريكية.
- تأليف الهيموجلوبين
- الهيموغلوبين، الهيكلية والوظيفة
- صفحة حقائق الهيموغلوبين الجنيني.
- الهيموغلوبين الجنيني{مستند}
- الهيدروكسي يوريا في مرض الكريات المنجلية
- إدارة مرض الكريات المنجلية

قالب:Globins